# 체코슬로바키아 제1공화국

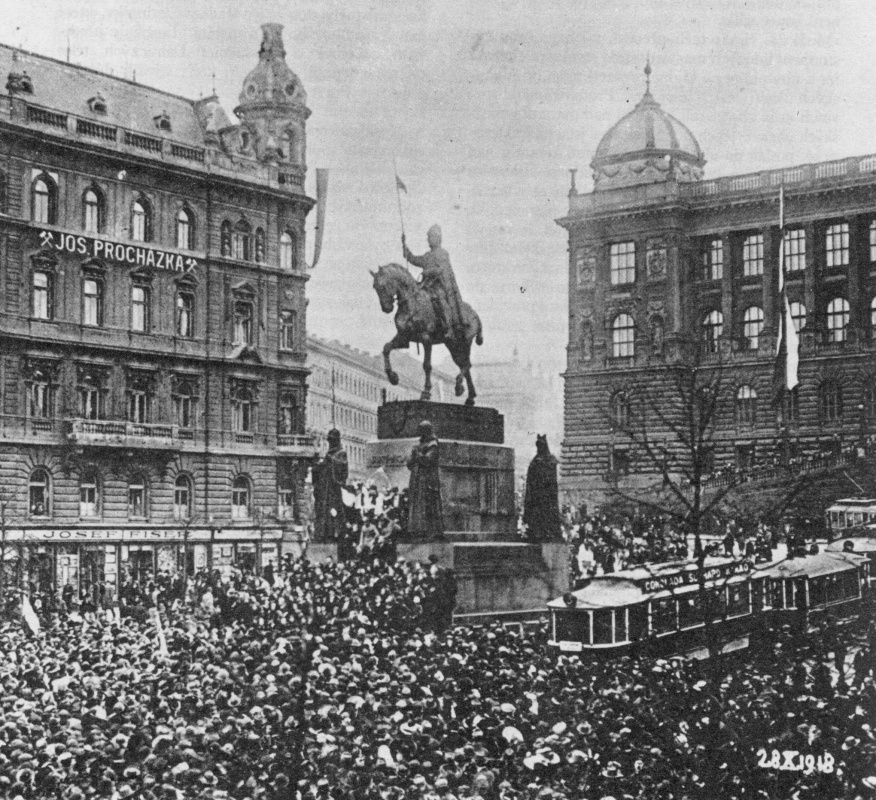

체코슬로바키아 제1공화국(체코어: První Československá republika 프르브니 체스코슬로벤스카 레푸블리카[*])는 1918년에서 1938년까지 존재한 체코슬로바키아 국가이다. 제1차 세계 대전으로 오스트리아-헝가리 제국이 붕괴한 이후 보헤미아, 모라비아, 실레시아, 슬로바키아, 자카르파탸 지방들이 합쳐져서 만들어졌다.

## 인구와 문화
체코인과 슬로바키아인이 주류를 이루었지만, 주데텐란트에는 독일인이 대다수였고, 폴란드와의 국경지대에는 폴란드인이,슬로바키아에는 헝가리인이 다수 거주했다.

## 경제
체코 지방은 오스트리아 시절부터 중공업이 집중되고 조밀한 철도망이 건설되어 생활 수준이 높았지만, 슬로바키아 지방은 헝가리 왕국의 지배를 받아 낙후된 농촌 지방이 대부분이었다. 이런 차이는 체코슬로바키아의 권력 불균형과 정치적 갈등을 초래하기도 했다.

## 역사

### 독립
보헤미아의 민족운동은 1차 세계대전 이전까지 오스트리아-헝가리 제국 내에서 자치권을 획득하는 방향으로 전개되었지만, 제1차 세계 대전이 발발하고 오스트리아-헝가리 제국의 해체가 기정사실화되자, 독립 국가를 건설하는 방안으로 선회되었다. 체코인들과 슬로바키아인들은 러시아에서 체코계 포로로 구성된 체코슬로바키아 군단을 조직하여 싸웠다. 1918년 5월 체코와 슬로바키아 독립운동 단체 간 체결된 피츠버그 협정이 타결되었고, 협상국의 승인과 지지 하에 마침내 체코슬로바키아의 독립 운동 노선이 단일화되었다. 체코슬로바키아 국민회의는 체코측 지도자인 토마시 마사리크, 에두아르드 베네시와 슬로바키아 측 지도자인 밀란 스테파니크의 서명 하에 1918년 10월 18일 체코슬로바키아 독립 선언을 발표하였으며, 같은 달 28일 프라하에서도 공식적으로 독립이 선언되었다. 오랜 시간 동안 상이한 민족구성과 다른 지배 체제 경험으로 상이한 정치적,경제적,문화적 바탕을 가지게 된 이 두 민족은 하나의 신생국 아래 모이게 되었다. 이에 따른 우려도 상당했지만, 권위주의 독재 국가로 전락한 동유럽의 수많은 신생국들과 달리 체코슬로바키아의 민주주의는 꽤 성공적으로 정착하게 되었다.

### 국가의 건설
1920년 제정된 체코슬로바키아 헌법은 간접 민주제와 의회의 설치를 명시했고, 비교적 적은 편이었던 선거구 구성으로 체코슬로바키아의 정계에는 수많은 각양각색의 정당들의 약진이 허용되었다. 이로 인해 정치적으로 확실히 정국을 주도하는 세력이 없게 되었다.

### 전간기의 체코슬로바키아
1933년 이후 체코슬로바키아는 중앙유럽 및 동유럽에서 유일한 민주주의 국가로 남았다. 이후 나치 독일이 세력을 키우면서 1938년 10월 1일, 뮌헨 협정으로 독일에게 주데텐란트를 내어준 것은 물론, 헝가리에게는 슬로바키아와 자카르파티아 남부를, 폴란드에게는 잘로지에를 빼앗겼다. 이로써 체코슬로바키아 제1공화국은 무너지고 체코슬로바키아 제2공화국이 일시적으로 성립했다가 1939년 독일에 완전히 점령당함으로써 독일 패망 시까지 괴뢰국인 보헤미아-모라비아 보호령으로 남게 되었다.